# Petrer
Petrer és un municipi del sud del País Valencià situat a la comarca del Vinalopó Mitjà.

## Geografia
Amb una superfície de 104,2 km², limita al nord amb els municipis de Castalla i Saix, al sud amb els de Novelda i Montfort del Cid; a l'est amb Agost i a l'oest amb Elda, població amb la qual forma la conurbació Elda-Petrer, una de les més importants de l'est peninsular.
El riu Vinalopó discorre per la zona oest del seu terme municipal. El relleu de Petrer, eminentment muntanyenc, està constituït per un passadís estret existent entre les terres baixes d'Elx i l'altiplà de Villena, situat en el fons d'una cubeta entre importants contraforts; destaquen les serres del Sit, del Cavall i Maigmó. A la zona central del terme, es troben les valls de Puça i L'Almadrava.
El clima, mediterrani sec, es caracteritza per l'escassesa i irregularitat de les pluges, i unes temperatures agradables, amb hiverns curts i poc freds i l'estació estival llarga.

## Història

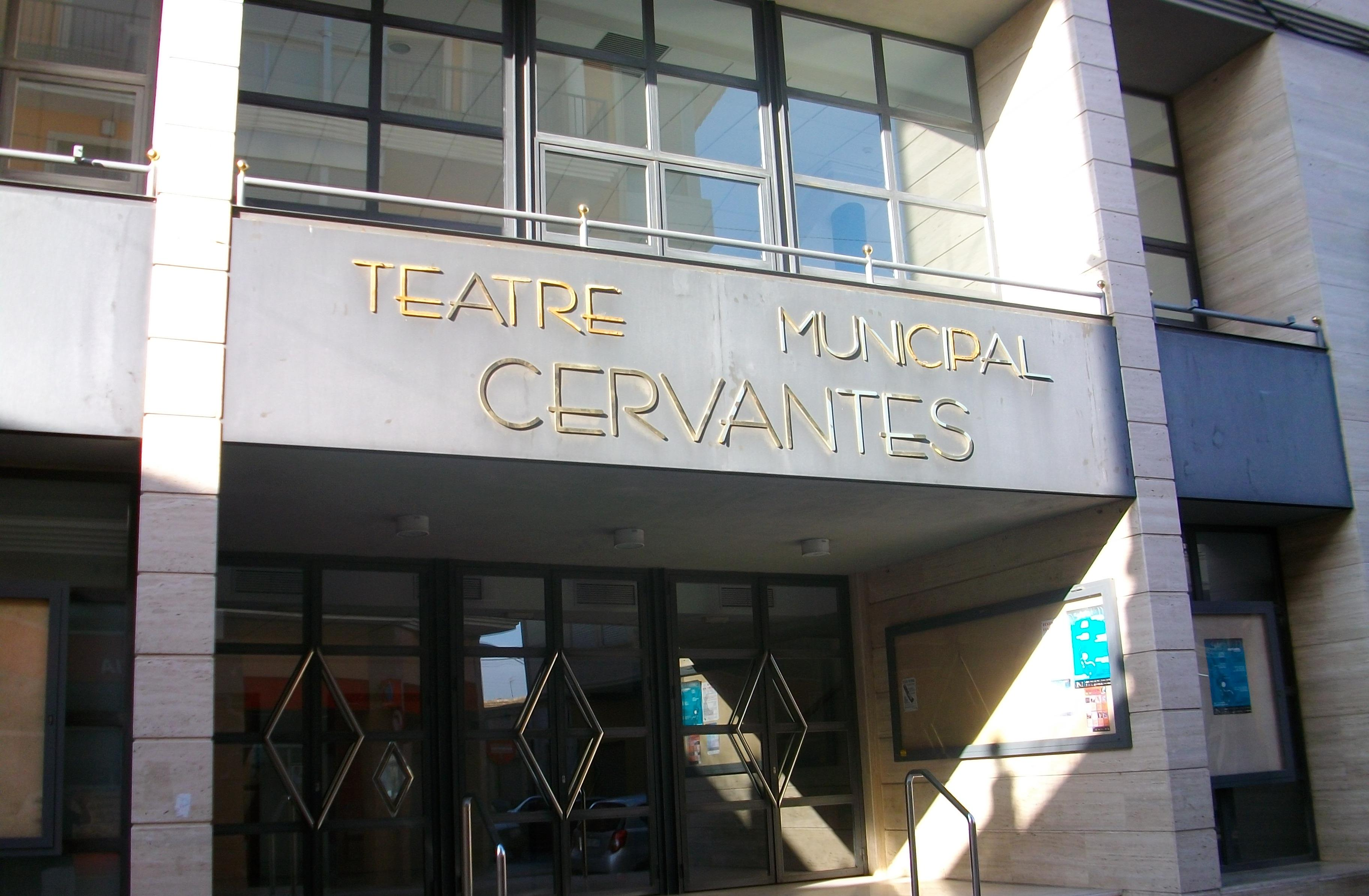
Teatre municipal Cervantes

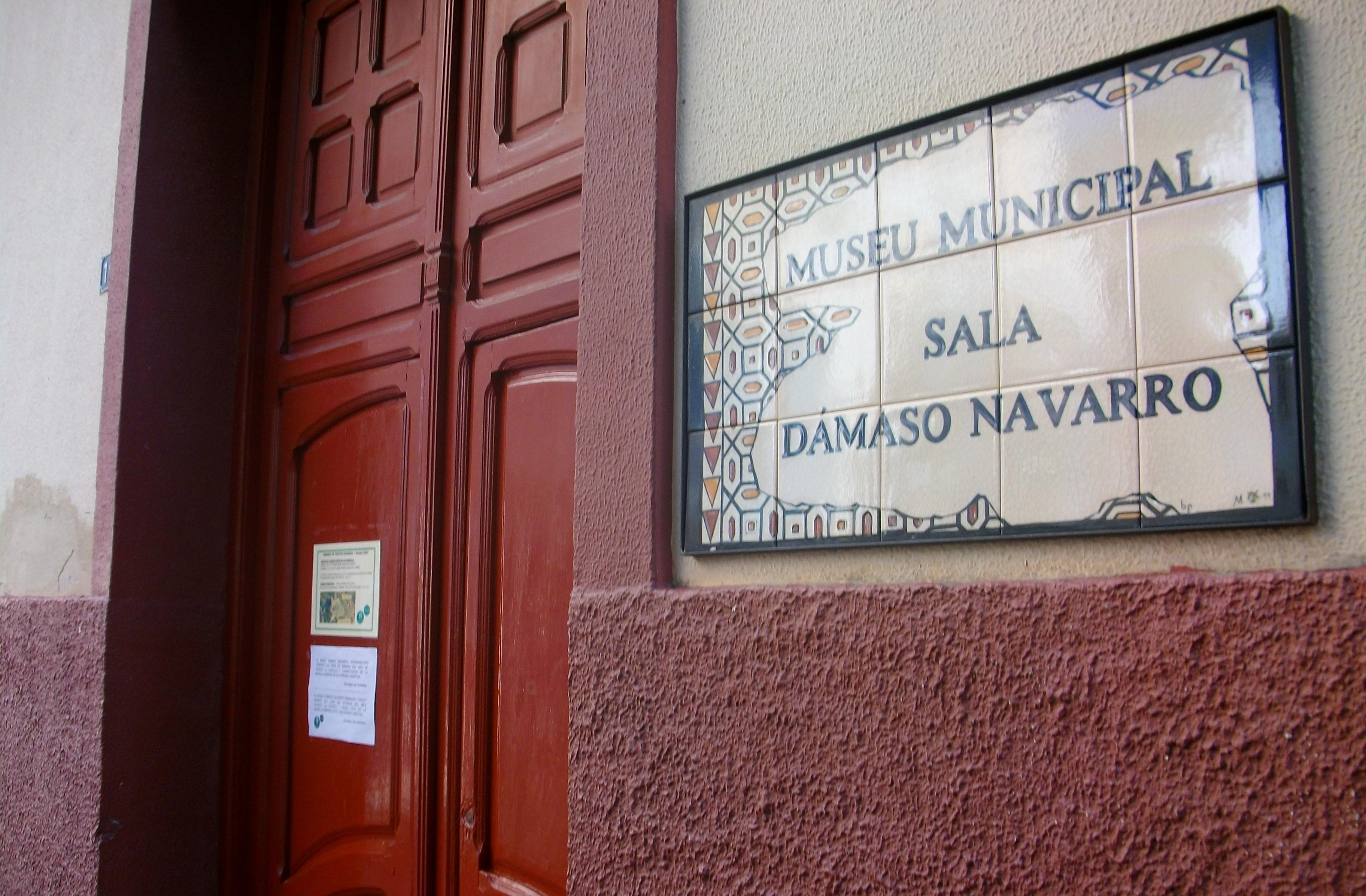
Museu Municipal Sala Dámaso Navarro a la mateixa plaça que l'ajuntament

L'ocupació humana del terme municipal de Petrer es remunta al Neolític. En les partides del Xorret i de l'Almorxó s'han localitzat evidències materials datades del cinquè mil·lenni abans de Crist. Amb tot, fou entorn del 2000 aC quan es va ocupar de forma plena bona part del terme municipal, desenvolupant-se petits assentaments de tipus "llogaret" o "caseriu", dedicats a l'agricultura de cereals i a la criança de bestiar. D'entre tots, destaca el jaciment de Catí-Foradà, tant per les seues dimensions, com per la informació obtinguda de les excavacions efectuades. De la Cultura Ibèrica també s'han registrat diversos jaciments arqueològics datats entre el segle V i III aC —El Xorret, Foia de Caprala, Mirador de la Serra del Cavall, entre d'altres. D'igual manera, d'època romana també tenim constància de la presència de diverses vil·les romanes alt-imperials dedicades a la producció de cereals, oli i vi. D'una d'eixes explotacions agrícoles, la denominada Vil·la Petrària, procedix un paviment de mosaic policrom de considerable grandària, datat en el segle iv, únic en el llevant peninsular per les seues característiques. Actualment es conserva en el Museu Arqueològic i Etnològic Municipal.
Ara bé, l'origen del nucli urbà de Petrer té el seu punt de partida en època andalusina, palesa també en el paisatge. Bitrir va ser un nucli islàmic citat en les fonts i en els itineraris, possible cap de districte administratiu, i un nucli d'importància d'acord amb la magnitud del Castell de Petrer, construït en la segona meitat del segle xii. Amb tot, és possible que reutilitzés alguna construcció d'època califal. Es tracta d'un poblat fortificat amb un doble recinte emmurallat i una torre central, situada en el lloc més elevat del puig del Castell.
Després de la signatura del Tractat d'Almizra el 1244, pel qual s'establia la frontera entre els regnes de Castella i Aragó en la seua expansió cap al sud, el nucli de Petrer —Bitrir— va passar a pertànyer al regne castellà. Petrer va ser cedit pel rei Alfons el Savi a Jofre de Loaysa, els hereus del qual van mantenir el senyoriu fins a la seua venda a la família valenciana dels Pérez de Corella. Tanmateix, ja en 1265, Jaume I el Conquistador va haver d'acudir en suport del rei castellà, i sufocar algunes rebel·lions de les poblacions mudèjars del Regne de Castella. Entre elles, va prendre el castell de Petrer.
Per la Sentència de Torrelles de 1304 i el Pacte d'Elx de 1305, el nucli de Petrer va quedar sota la sobirania de la Corona d'Aragó.
Durant el segle xv, la vila de Petrer va pertànyer a la família Pérez de Corella —Comtes de Cocentaina— els descendents de la qual van vendre Petrer, juntament amb Elda i Salines, a Juan Coloma, creant-se a la fi del segle xvi per privilegi de Felip II el Comtat d'Elda, al qual va pertànyer Petrer fins a l'abolició dels senyorius en el segle xix.
Al començament del segle xvi, Petrer comptava amb 99 cases segons el cens de l'any 1510. Era una població eminentment morisca, el fonament econòmic de la qual era l'agricultura i la criança de bestiar; per això després de l'expulsió dels moriscs el 1609, tan sols van quedar en la població, l'alcaid del castell i set famílies de cristians vells. Petrer va ser repoblada amb prop de 100 famílies procedents de pobles veïns de llengua catalana com Castalla, Onil, Biar, Xixona i Mutxamel, gràcies a la carta de població atorgada per Antonio Coloma a l'agost de 1611.
Durant la Guerra de Successió, en el període 1700-1714, Petrer va lluitar a favor de Felip V i va formar part de la unió de Castalla, i aconseguí així per part del rei diversos privilegis com a premi per la seua posició en la contesa.
Finalment, com a últim esdeveniment històric important, hi destaca la circumstància que Petrer, durant els últims dies de la Guerra Civil Espanyola, va ser seu del Govern de la Segona República Espanyola, en establir-se en la finca rústica El Poblet el president Juan Negrín i el seu gabinet de ministres, dies abans de marxar a l'exili.

## Economia
L'economia de la comarca té com activitat principal el calçat. Actualment sembla experimentar-se un procés en el qual s'integren, junt amb les fases productives de la indústria del calçat, un sector primari creixent (activitats agrícoles i mineres) i un sector de serveis.
La indústria del calçat i la marroquineria s'han convertit, al llarg d'anys, en el teixit productiu bàsic. La grandària de les empreses (petita i mitjana grandària), així com la seua organització, permeten una àmplia flexibilitat i adaptació a la demanda de distints volums de comanda de sabates, bosses i altres complements. En l'actualitat hi ha prop de 220 empreses de calçat, fet que representa prop del 45% del total.
La resta d'activitats industrials són, per ordre d'importància, les empreses de construcció, marroquineria i la indústria agroalimentària, que a pesar de l'escàs nombre, estan plenament introduïdes en el mercat internacional.

## Clima
El clima de Petrer és mediterrani sec. Les temperatures són molt variades. A la zona de El Paso, a l'hivern se sòl arribar fins als -7 °C, mentre que a l'estiu se sòl arribar als 45 °C. La temperatura màxima assolida a Petrer, va ser a Juliol de 1981, amb 52 °C. I la mínima va ser d'uns -19 °C a febrer de 1993. Les nevades no són molt freqüents, ja que encara que la temperatura siga l'adequada, a l'hivern hi ha molt poques precipitacions. No obstant això, la vegada que més prompte ha començat la temporada de nevades va ser el 21 de setembre de 1987. Al sól, hi havia 5 cm de neu a -3 °C. I la vegada que més tard ha acabat, el 14 de maig de 1979. A l'entrada de moros y cristians va començar a caure aigua-neu, però, a la nit, arribant als -5 °C, va caure una intensa nevada que va cobrir els carrers petreríns de blanc.
2023 ha estat l’any més sec dels darrers 40 anys a Petrer, amb 265 l/m² acumulats i més de 55 dies amb temperatures mínimes tropicals per sobre de 20º.
| Mes                | Ene  | Feb  | Mar  | Abr  | May  | Jun  | Jul  | Ago  | Sep  | Oct  | Nov | Dic |
| Mitjana major (°C) | 7,6  | 6,1  | 8,3  | 15,1 | 26,1 | 27,2 | 28,4 | 29,4 | 23,2 | 18,2 | 9,6 | 5,0 |
| Mitjana menor (°C) | -2,5 | -4,0 | -1,0 | 2,0  | 5,3  | 12,0 | 16,6 | 24,0 | 19,0 | 12,0 | 6,0 | 1,0 |

## Llocs d'interès
- Castell de Petrer, originari de finals del segle xii o principi del xiii, d'origen musulmà, és de forma poligonal,
- Aqüeducte de Sant Rafel, infraestructura hidràulica d'estil gòtic datat entre els segles xiv i xv.
- Museu Dámaso Navarro, museu arqueològic i etnològic
- Paratge Natural Municipal de l'Arenal de l'Almorxó, formació dunar, pròpia de les zones litorals però amb els sòls, la flora i la fauna característics dels ecosistemes dunars litorals.
- Arcade Vintage, saló recreatiu de videojocs clàssics i seu de l'associació homònima

## Política i govern

### Composició de la Corporació Municipal
El Ple de l'Ajuntament està format per 21 regidors. En les eleccions municipals de 26 de maig de 2019 foren elegits 13 regidors del Partit Socialista del País Valencià (PSPV-PSOE), 5 del Partit Popular (PP), 2 de Ciutadans - Partit de la Ciutadania (Cs) i 1 d'Esquerra Unida del País Valencià-Seguim Endavant (EUPV).
| Eleccions municipals de 26 de maig de 2019 - Petrer                                                                         |                                          |                                     |                                     |         |          |          |
| Candidatura | Candidatura                              | Candidatura                         | Cap de llista                       | Vots    | Vots     | Regidors |
| | Partit Socialista del País Valencià-PSOE |                                     | Irene Navarro Díaz                  | 8.110   | 49,64%   | 13 (+7)  |
| | Partit Popular                           |                                     | María José Villaplana Colomer       | 3.346   | 20,48%   | 5 (-4)   |
| | Ciutadans - Partit de la Ciutadania      |                                     | Víctor Sales Navarro                | 1.851   | 11,33%   | 2 (+1)   |
| | Esquerra Unida - Seguim Endavant         |                                     | Rafael Masià Espí                   | 1.086   | 6,65%    | 1 (-1)   |
| | Altres candidatures                      |                                     |                                     | 1.828   | 11,19%   | 0 ( -3)  |
| | Vots en blanc                            |                                     |                                     | 119     | 0,73%    |          |
| Total vots vàlids i regidors                                                                                                | Total vots vàlids i regidors             | Total vots vàlids i regidors        | Total vots vàlids i regidors        | 16.340  | 100 %    | 21       |
| | Vots nuls                                | Vots nuls                           | Vots nuls                           | 105     | 0,64%    |          |
| Participació (vots vàlids més nuls)                                                                                         | Participació (vots vàlids més nuls)      | Participació (vots vàlids més nuls) | Participació (vots vàlids més nuls) | 16.445  | 60,61%** |          |
| Abstenció | Abstenció                                | Abstenció                           | Abstenció                           | 10.686* | 39,39%** |          |
| Total cens electoral | Total cens electoral                     | Total cens electoral                | Total cens electoral                | 27.131* | 100 %**  |          |
| Alcaldessa: Irene Navarro Díaz (PSPV) (15/06/2019) Per majoria absoluta dels vots dels regidors (13 vots de PSPV)           |                                          |                                     |                                     |         |          |          |
| Fonts: JEC, JEZ Elda, M. Interior, Periòdic Ara. (* No són vots sinó electors. ** Percentatge respecte del cens electoral.) |                                          |                                     |                                     |         |          |          |

### Alcaldes
Des de 2017 l'alcaldessa de Petrer és Irene Navarro Díaz de PSPV-PSOE.
| Període                       | Alcalde o alcaldessa                      | Partit polític | Data de possessió     | Observacions         |
| ----------------------------- | ----------------------------------------- | -------------- | --------------------- | -------------------- |
| 1979–1983                     | Vicente Maestre Juan                      | PSPV-PSOE      | 19/04/1979            | --                   |
| 1983–1987                     | Vicente Maestre Juan                      | PSPV-PSOE      | 28/05/1983            | --                   |
| 1987–1991                     | Vicente Maestre Juan                      | PSPV-PSOE      | 30/06/1987            | --                   |
| 1991–1995                     | Vicente Maestre Juan                      | PSPV-PSOE      | 15/06/1991            | --                   |
| 1995–1999                     | José Antonio Hidalgo López                | EU-EV          | 17/06/1995            | --                   |
| 1999–2003                     | José Antonio Hidalgo López                | EUPV           | 03/07/1999            | --                   |
| 2003–2007                     | José Antonio Hidalgo López                | Entesa         | 14/06/2003            | --                   |
| 2007–2011                     | Pascual Díaz Amat                         |                | 16/06/2007            | --                   |
| 2011–2015                     | Pascual Díaz Amat                         |                | 11/06/2011            | --                   |
| 2015–2019                     | Alfonso Lacasa Escusol Irene Navarro Díaz | PSPV-PSOE      | 13/06/2015 08/07/2017 | Dimissió/Renúncia -- |
| 2019-2023                     | Irene Navarro Díaz                        | PSPV-PSOE      | 15/06/2019            | --                   |
| Des de 2023                   | Irene Navarro Díaz                        | PSPV-PSOE      | 17/06/2023            | --                   |
| Fonts: Generalitat Valenciana |                                           |                |                       |                      |

## Gastronomia
De la gastronomia tradicional pròpia en la qual, a més de l'arròs amb conill i caragols, destaquen especialment les fassegures, els gaspatxos i la gatxamiga. Quant a la rebosteria, també important, hi ha un abundant repertori de pastes i dolços característics de les distintes festivitats populars que se celebren al llarg de l'any, entre els quals destaquen els mantecats, rotllos d'aiguardent, rajadillos, polvorons, sospirs, tots ells elaborats per Nadal; les magdalenes, les tonyes de Pasqua i els bunyols per Sant Josep.

## Festes
Moros i cristians que se celebren en honor del patró de la vila, Sant Bonifaci, durant la segona o tercera setmana de maig, sempre de dijous a dilluns.
Les patronals en honor de la Mare de Déu del Remei, se celebren durant la segona setmana d'octubre, tot i que el dia major de les festes és el 7 d'octubre; tots els diumenges del mes es fa una desfilada denominada les Carasses.
Al novembre se celebra la Festa dels Capitans, que coincidix amb la mitja festa de moros i cristians, s'hi celebra una representació teatral en el castell de la localitat denominada La Rendició, que rememora la capitulació dels àrabs que van ocupar la vila a favor dels cristians.
El primer diumenge després de Setmana Santa, se celebra el Dia de les Banderes, en honor de les bandereres de les Festes de Moros i Cristians.

## Persones il·lustres
Categoria principal: Petrerins
- Juan de Miralles y Trayllon,[10] diplomàtic.

- David Beneit Cerdán, pilotari
- Miguel González Marí, pilotari
- Vicent Amat[11]
- Conrado Poveda[12]
- Hipólito Navarro[13]
- Enrique Amat[14]
- Paco Mollá
- Gedeón Guardiola Vilaplana
- Isaías Guardiola Vilaplana
- Vicent Poveda y Juan[15]